# Халим (блюдо)
Халим — мясное блюдо восточной кухни, которое широко распространено в Южной Азии, на Ближнем Востоке и в Центральной Азии. В разных регионах блюдо готовят по разному, но обязательно включает мясо, пшеницу или ячмень. Блюдо популярно в Иране, Турции, Афганистане, Таджикистане, Узбекистане, Азербайджане, Пакистане и Индии.
Халим является частым блюдом во время месяца Рамадан и во время празднования Навруза.

## Состав
Халим состоит из четырёх основных ингредиентов:
- Зерно (почти всегда присутствует пшеница или ячмень); в некоторых регионах иногда используют чечевицу или рис
- Мясо (обычно говядина или баранина); в некоторых регионах козлятину или куриное мясо
- Специи (в разных регионах свой набор специй)
- Вода; в некоторых регионах используют молоко или готовят специальный бульон.

Халим подают, украшая (в зависимости от региона) луком, имбирём, нарезанным зелёным перцем, листьями кориандра, дольками лимона.

## Способ приготовления
Перед приготовлением необходимо замачивать пшеницу (или другое зерно) на 6 — 12 часов. Затем помещают в кастрюлю мясо, одну луковицу, палочку корицы, соль и куркуму, заливают водой и варят до готовности. После сливают оставшийся бульон, мясо измельчают на тонкие нити. Затем промывают пшеницу (или другое зерно) и ставят на медленный огонь.
Халим готовится на медленном огне в течение семи-восьми часов, а затем энергично перемешивают или взбивают до однородный массы. В результате получается пастообразная консистенция, в которой сочетаются ароматы специй, мяса, пшеницы.
В Узбекистане используют другой метод подготовки пшеницы для халим. Пшеницу как для приготовления сумаляка, выбирают зерна второго сорта. В первый день добавляют воду, чтобы замочить пшеницу. Через сутки зерна раскладывают на стол сантиметровой толщиной и покрывают марлей. В течения четырёх-пяти дней зерна два раза в день опрыскивают водой. За это время пшеничные ростки достигают нескольких сантиметров. Готовые проростки и зерна пшеницы пропускают через мясорубку, а затем готовят.